# Ассанис, Деннис
Де́ннис Ни́колас Асса́нис (англ. Dennis Nicholas Assanis, имя при рождении — Диони́сиос Асса́нис (греч. Διονύσιος Ασσάνης); род. 9 февраля 1959, Афины, Греция) — греко-американский учёный и университетский администратор, 28-й президент Делавэрского университета. Международно признанный эксперт в области фундаментальных и прикладных исследований двигателей внутреннего сгорания и энергетических систем. Член Национальной инженерной академии США, Американского общества инженеров-механиков (2008), Американской ассоциации содействия развитию науки (2013), Сообщества автомобильных инженеров и Американского общества инженерного образования. Имеет h-индекс равный 58 и был процитирован более 11 770 раз. Активный член греческой диаспоры.

## Биография
Родился и вырос в Афинах (Греция) в семье Николоса и Кириаки Ассанис. Предки его отца были родом с Кефалонии и Корфу, а мать из Каламаты (Пелопоннес). В 1980 году иммигрировал в США.
Окончил Афинский колледж (1977), Ньюкаслский университет со степенью бакалавра наук в области морской инженерии (1980), Массачусетский технологический институт со степенями магистра наук в области корабельной архитектуры и морской инженерии (1982), машиностроения (1982) и менеджмента (1986, Школа менеджмента Слоуна МТИ), а также доктора философии (1985).
Ассоциированный профессор Иллинойсского университета в Урбане-Шампейне (1985—1994), профессор Мичиганского университета (1994—2011), провост и старший вице-президент по учебной части Университета штата Нью-Йорк в Стоуни-Брук (2011—2016), президент и профессор Делавэрского университета (с 2016 года). Консультирующий (с 2009 года) и приглашённый профессор (2003—2008) Шанхайского университета транспорта, адъюнкт-исследователь Аргоннской национальной лаборатории (1987—2002) и др.
Является членом Ордена святого апостола Андрея, носит оффикий (титул) архонта (προστάτης των γραμμάτων) Вселенского Патриархата Константинополя.
Член многочисленных научных и профессиональных обществ. Лауреат ряда престижных наград.
Владеет греческим и французским языками.

## Личная жизнь
C 1984 года женат на Элени Ассанис (в девичестве Ставрианос), в браке с которой имеет сыновей Николоса и Димитриса.
Элени Ассанис является президентом консалтинговой компании «Assanis & Associates». Занимается филантропической деятельностью.